# ミシシッピ州の都市圏の一覧

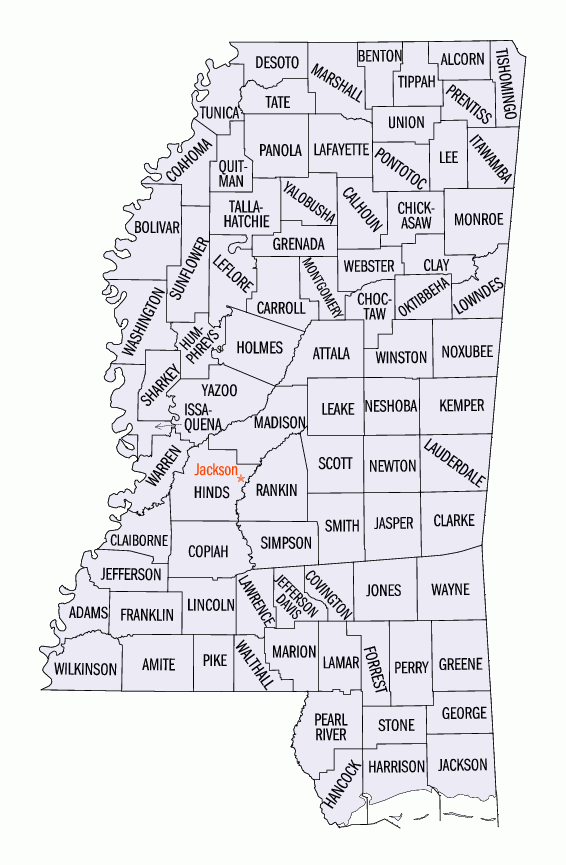
ミシシッピ州の82郡を示す地図

本項目はミシシッピ州の都市圏の一覧（ミシシッピしゅうのとしけんのいちらん）である。
アメリカ合衆国国勢調査局は、ミシシッピ州に合同統計地域（CSA/広域都市圏）6ヶ所、大都市統計地域（MSA/都市圏）4ヶ所、および小都市統計地域（μSA/小都市圏）17ヶ所を定義している。下表には、左列より以下の情報を示す。
- 合同統計地域（定義されている場合）の名称
- 合同統計地域の人口
- コアベース統計地域（大都市統計地域および小都市統計地域）の名称
- コアベース統計地域の人口
- 各統計地域に含まれる郡の名称
- 各統計地域に含まれる郡の人口

なお、下表においては、ミシシッピ州と他州にまたがる合同統計地域およびコアベース統計地域については、名称と統計地域の総人口を青緑色で、ミシシッピ州内の人口を黒色でそれぞれ示す。また、他州のコアベース統計地域および郡については、その名称と人口を緑色でそれぞれ示す。
下表における人口の数値はすべて2020年に行われた国勢調査時のものである。また、合同統計地域、コアベース統計地域（大都市統計地域・小都市統計地域）のいずれも、2023年7月21日時点での定義に従う。
| 合同統計地域                                             | 人口              | コアベース統計地域                         | 人口              | 郡                                     | 人口    |
| -------------------------------------------------------- | ----------------- | ------------------------------------------ | ----------------- | -------------------------------------- | ------- |
| ジャクソン・ビックスバーグ・ブルックヘイブン広域都市圏   | 699,597           | ジャクソン都市圏                           | 619,968           | ハインズ郡                             | 227,742 |
| ジャクソン・ビックスバーグ・ブルックヘイブン広域都市圏   | 699,597           | ジャクソン都市圏                           | 619,968           | ランキン郡                             | 157,031 |
| ジャクソン・ビックスバーグ・ブルックヘイブン広域都市圏   | 699,597           | ジャクソン都市圏                           | 619,968           | マディソン郡                           | 109,145 |
| ジャクソン・ビックスバーグ・ブルックヘイブン広域都市圏   | 699,597           | ジャクソン都市圏                           | 619,968           | コピア郡                               | 28,368  |
| ジャクソン・ビックスバーグ・ブルックヘイブン広域都市圏   | 699,597           | ジャクソン都市圏                           | 619,968           | スコット郡                             | 27,990  |
| ジャクソン・ビックスバーグ・ブルックヘイブン広域都市圏   | 699,597           | ジャクソン都市圏                           | 619,968           | ヤズー郡                               | 26,743  |
| ジャクソン・ビックスバーグ・ブルックヘイブン広域都市圏   | 699,597           | ジャクソン都市圏                           | 619,968           | シンプソン郡                           | 25,949  |
| ジャクソン・ビックスバーグ・ブルックヘイブン広域都市圏   | 699,597           | ジャクソン都市圏                           | 619,968           | ホームズ郡                             | 17,000  |
| ジャクソン・ビックスバーグ・ブルックヘイブン広域都市圏   | 699,597           | ビックスバーグ小都市圏                     | 44,722            | ウォーレン郡                           | 44,722  |
| ジャクソン・ビックスバーグ・ブルックヘイブン広域都市圏   | 699,597           | ブルックヘイブン小都市圏                   | 34,907            | リンカーン郡                           | 34,907  |
|                                                          |                   | ガルフポート・ビロクシ・パスカグーラ都市圏 | 416,259           | ハリソン郡                             | 208,621 |
| ジャクソン郡                                             | 143,252           | ガルフポート・ビロクシ・パスカグーラ都市圏 | 416,259           |                                        |         |
| ハンコック郡                                             | 46,053            | ガルフポート・ビロクシ・パスカグーラ都市圏 | 416,259           |                                        |         |
| ストーン郡                                               | 18,333            | ガルフポート・ビロクシ・パスカグーラ都市圏 | 416,259           |                                        |         |
| メンフィス・クラークスデール・フォレストシティ広域都市圏 | 1,389,905 285,948 | メンフィス都市圏                           | 1,345,425 264,558 | テネシー州シェルビー郡                 | 929,744 |
| メンフィス・クラークスデール・フォレストシティ広域都市圏 | 1,389,905 285,948 | メンフィス都市圏                           | 1,345,425 264,558 | デソト郡                               | 185,314 |
| メンフィス・クラークスデール・フォレストシティ広域都市圏 | 1,389,905 285,948 | メンフィス都市圏                           | 1,345,425 264,558 | テネシー州ティプトン郡                 | 60,970  |
| メンフィス・クラークスデール・フォレストシティ広域都市圏 | 1,389,905 285,948 | メンフィス都市圏                           | 1,345,425 264,558 | アーカンソー州クリッテンデン郡         | 48,163  |
| メンフィス・クラークスデール・フォレストシティ広域都市圏 | 1,389,905 285,948 | メンフィス都市圏                           | 1,345,425 264,558 | テネシー州ファイエット郡               | 41,990  |
| メンフィス・クラークスデール・フォレストシティ広域都市圏 | 1,389,905 285,948 | メンフィス都市圏                           | 1,345,425 264,558 | マーシャル郡                           | 33,752  |
| メンフィス・クラークスデール・フォレストシティ広域都市圏 | 1,389,905 285,948 | メンフィス都市圏                           | 1,345,425 264,558 | テイト郡                               | 28,064  |
| メンフィス・クラークスデール・フォレストシティ広域都市圏 | 1,389,905 285,948 | メンフィス都市圏                           | 1,345,425 264,558 | トゥニカ郡                             | 9,782   |
| メンフィス・クラークスデール・フォレストシティ広域都市圏 | 1,389,905 285,948 | メンフィス都市圏                           | 1,345,425 264,558 | ベントン郡                             | 7,646   |
| メンフィス・クラークスデール・フォレストシティ広域都市圏 | 1,389,905 285,948 | フォレストシティ小都市圏                   | 23,090            | アーカンソー州セントフランシス郡       | 23,090  |
| メンフィス・クラークスデール・フォレストシティ広域都市圏 | 1,389,905 285,948 | クラークスデール小都市圏                   | 21,390            | コアホマ郡                             | 21,390  |
| ハッティズバーグ・ローレル広域都市圏                     | 237,504           | ハッティズバーグ都市圏                     | 153,891           | フォレスト郡                           | 78,158  |
| ハッティズバーグ・ローレル広域都市圏                     | 237,504           | ハッティズバーグ都市圏                     | 153,891           | ラマー郡                               | 64,222  |
| ハッティズバーグ・ローレル広域都市圏                     | 237,504           | ハッティズバーグ都市圏                     | 153,891           | ペリー郡                               | 11,511  |
| ハッティズバーグ・ローレル広域都市圏                     | 237,504           | ローレル小都市圏                           | 83,613            | ジョーンズ郡                           | 67,246  |
| ハッティズバーグ・ローレル広域都市圏                     | 237,504           | ローレル小都市圏                           | 83,613            | ジャスパー郡                           | 16,367  |
| テューペロ・コリンス広域都市圏                           | 166,954           | テューペロ小都市圏                         | 132,214           | リー郡                                 | 83,343  |
| テューペロ・コリンス広域都市圏                           | 166,954           | テューペロ小都市圏                         | 132,214           | プレンティス郡                         | 25,008  |
| テューペロ・コリンス広域都市圏                           | 166,954           | テューペロ小都市圏                         | 132,214           | イタワンバ郡                           | 23,863  |
| テューペロ・コリンス広域都市圏                           | 166,954           | コリンス小都市圏                           | 34,740            | アルコーン郡                           | 34,740  |
| スタークビル・コロンバス広域都市圏                       | 130,878           | コロンバス小都市圏                         | 69,164            | ラウンズ郡                             | 58,879  |
| スタークビル・コロンバス広域都市圏                       | 130,878           | コロンバス小都市圏                         | 69,164            | ノクサビー郡                           | 10,285  |
| スタークビル・コロンバス広域都市圏                       | 130,878           | スタークビル小都市圏                       | 61,714            | オクティベハ郡                         | 51,788  |
| スタークビル・コロンバス広域都市圏                       | 130,878           | スタークビル小都市圏                       | 61,714            | ウェブスター郡                         | 9,926   |
|                                                          |                   | メリディアン小都市圏                       | 88,599            | ローダーデール郡                       | 72,984  |
| クラーク郡                                               | 15,615            | メリディアン小都市圏                       | 88,599            |                                        |         |
|                                                          |                   | オックスフォード小都市圏                   | 68,294            | ラファイエット郡                       | 55,813  |
| ヤロブシャ郡                                             | 12,481            | オックスフォード小都市圏                   | 68,294            |                                        |         |
| ニューオーリンズ・メタリー・スライデル広域都市圏         | 1,373,453 56,145  | ニューオーリンズ・メタリー都市圏           | 1,007,275         | ルイジアナ州ジェファーソン郡           | 440,781 |
| ニューオーリンズ・メタリー・スライデル広域都市圏         | 1,373,453 56,145  | ニューオーリンズ・メタリー都市圏           | 1,007,275         | ルイジアナ州オーリンズ郡               | 383,997 |
| ニューオーリンズ・メタリー・スライデル広域都市圏         | 1,373,453 56,145  | ニューオーリンズ・メタリー都市圏           | 1,007,275         | ルイジアナ州セントチャールズ郡         | 52,549  |
| ニューオーリンズ・メタリー・スライデル広域都市圏         | 1,373,453 56,145  | ニューオーリンズ・メタリー都市圏           | 1,007,275         | ルイジアナ州セントバーナード郡         | 43,764  |
| ニューオーリンズ・メタリー・スライデル広域都市圏         | 1,373,453 56,145  | ニューオーリンズ・メタリー都市圏           | 1,007,275         | ルイジアナ州セントジョンザバプテスト郡 | 42,477  |
| ニューオーリンズ・メタリー・スライデル広域都市圏         | 1,373,453 56,145  | ニューオーリンズ・メタリー都市圏           | 1,007,275         | ルイジアナ州プラークミンズ郡           | 23,515  |
| ニューオーリンズ・メタリー・スライデル広域都市圏         | 1,373,453 56,145  | ニューオーリンズ・メタリー都市圏           | 1,007,275         | ルイジアナ州セントジェームズ郡         | 20,192  |
| ニューオーリンズ・メタリー・スライデル広域都市圏         | 1,373,453 56,145  | スライデル・マンデビル・コビントン都市圏   | 264,570           | ルイジアナ州セントタマニー郡           | 264,570 |
| ニューオーリンズ・メタリー・スライデル広域都市圏         | 1,373,453 56,145  | ピカユン小都市圏                           | 56,145            | パールリバー郡                         | 56,145  |
| ニューオーリンズ・メタリー・スライデル広域都市圏         | 1,373,453 56,145  | ボガルーサ小都市圏                         | 45,463            | ルイジアナ州ワシントン郡               | 45,463  |
|                                                          |                   | マコーム小都市圏                           | 54,208            | パイク郡                               | 40,324  |
| ワルトホール郡                                           | 13,884            | マコーム小都市圏                           | 54,208            |                                        |         |
|                                                          |                   | グリーンビル小都市圏                       | 44,922            | ワシントン郡                           | 44,922  |
|                                                          |                   | グリーンウッド小都市圏                     | 38,337            | レフロア郡                             | 28,339  |
| キャロル郡                                               | 9,998             | グリーンウッド小都市圏                     | 38,337            |                                        |         |
|                                                          |                   | クリーブランド小都市圏                     | 30,985            | ボリバー郡                             | 30,985  |
|                                                          |                   | ナッチェズ小都市圏                         | 55,485 36,798     | アダムズ郡                             | 29,538  |
| ルイジアナ州コンコーディア郡                             | 18,687            | ナッチェズ小都市圏                         | 55,485 36,798     |                                        |         |
| ジェファーソン郡                                         | 7,260             | ナッチェズ小都市圏                         | 55,485 36,798     |                                        |         |
|                                                          |                   | グレナダ小都市圏                           | 31,451            | グレナダ郡                             | 21,629  |
| モントゴメリー郡                                         | 9,822             | グレナダ小都市圏                           | 31,451            |                                        |         |
| （設定無し）                                             | （設定無し）      | （設定無し）                               | （設定無し）      | モンロー郡                             | 34,180  |
| （設定無し）                                             | （設定無し）      | （設定無し）                               | （設定無し）      | パノラ郡                               | 33,208  |
| （設定無し）                                             | （設定無し）      | （設定無し）                               | （設定無し）      | ポントトク郡                           | 31,184  |
| （設定無し）                                             | （設定無し）      | （設定無し）                               | （設定無し）      | ネショバ郡                             | 29,087  |
| （設定無し）                                             | （設定無し）      | （設定無し）                               | （設定無し）      | ユニオン郡                             | 27,777  |
| （設定無し）                                             | （設定無し）      | （設定無し）                               | （設定無し）      | サンフラワー郡                         | 25,971  |
| （設定無し）                                             | （設定無し）      | （設定無し）                               | （設定無し）      | マリオン郡                             | 24,441  |
| （設定無し）                                             | （設定無し）      | （設定無し）                               | （設定無し）      | ジョージ郡                             | 24,350  |
| （設定無し）                                             | （設定無し）      | （設定無し）                               | （設定無し）      | ティッパー郡                           | 21,815  |
| （設定無し）                                             | （設定無し）      | （設定無し）                               | （設定無し）      | ニュートン郡                           | 21,291  |
| （設定無し）                                             | （設定無し）      | （設定無し）                               | （設定無し）      | リーク郡                               | 21,275  |
| （設定無し）                                             | （設定無し）      | （設定無し）                               | （設定無し）      | ウェイン郡                             | 19,779  |
| （設定無し）                                             | （設定無し）      | （設定無し）                               | （設定無し）      | ティショミンゴ郡                       | 18,850  |
| （設定無し）                                             | （設定無し）      | （設定無し）                               | （設定無し）      | クレイ郡                               | 18,636  |
| （設定無し）                                             | （設定無し）      | （設定無し）                               | （設定無し）      | コビントン郡                           | 18,340  |
| （設定無し）                                             | （設定無し）      | （設定無し）                               | （設定無し）      | アタラ郡                               | 17,889  |
| （設定無し）                                             | （設定無し）      | （設定無し）                               | （設定無し）      | ウィンストン郡                         | 17,714  |
| （設定無し）                                             | （設定無し）      | （設定無し）                               | （設定無し）      | チカソー郡                             | 17,106  |
| （設定無し）                                             | （設定無し）      | （設定無し）                               | （設定無し）      | スミス郡                               | 14,209  |
| （設定無し）                                             | （設定無し）      | （設定無し）                               | （設定無し）      | グリーン郡                             | 13,530  |
| （設定無し）                                             | （設定無し）      | （設定無し）                               | （設定無し）      | カルフーン郡                           | 13,266  |
| （設定無し）                                             | （設定無し）      | （設定無し）                               | （設定無し）      | エイメット郡                           | 12,720  |
| （設定無し）                                             | （設定無し）      | （設定無し）                               | （設定無し）      | タラハチー郡                           | 12,715  |
| （設定無し）                                             | （設定無し）      | （設定無し）                               | （設定無し）      | ローレンス郡                           | 12,016  |
| （設定無し）                                             | （設定無し）      | （設定無し）                               | （設定無し）      | ジェファーソンデイビス郡               | 11,321  |
| （設定無し）                                             | （設定無し）      | （設定無し）                               | （設定無し）      | クレイボーン郡                         | 9,135   |
| （設定無し）                                             | （設定無し）      | （設定無し）                               | （設定無し）      | ケンパー郡                             | 8,988   |
| （設定無し）                                             | （設定無し）      | （設定無し）                               | （設定無し）      | ウィルキンソン郡                       | 8,587   |
| （設定無し）                                             | （設定無し）      | （設定無し）                               | （設定無し）      | チョクトー郡                           | 8,246   |
| （設定無し）                                             | （設定無し）      | （設定無し）                               | （設定無し）      | ハンフリーズ郡                         | 7,785   |
| （設定無し）                                             | （設定無し）      | （設定無し）                               | （設定無し）      | フランクリン郡                         | 7,675   |
| （設定無し）                                             | （設定無し）      | （設定無し）                               | （設定無し）      | クイットマン郡                         | 6,176   |
| （設定無し）                                             | （設定無し）      | （設定無し）                               | （設定無し）      | シャーキー郡                           | 3,800   |
| （設定無し）                                             | （設定無し）      | （設定無し）                               | （設定無し）      | イサケナ郡                             | 1,338   |

## 註
1. ↑  QuickFacts. U.S. Census Bureau. 2020年.
2. ↑  OMB Bulletin No. 23-01, Revised Delineations of Metropolitan Statistical Areas, Micropolitan Statistical Areas, and Combined Statistical Areas, and Guidance on Uses of the Delineations of These Areas. Office of Management and Budget. 2023年7月21日.